# Morti nel 1193
| Questa pagina contiene informazioni ricavate automaticamente dalle voci biografiche con l'ausilio del template Bio e di un bot. L'aggiornamento è periodico e automatico e ricostruisce completamente la pagina. Se manca una persona in questa lista, sei pregato di non aggiungerla, ma accertati piuttosto che la sua voce biografica contenga il template Bio e che i dati anagrafici siano correttamente compilati. Se il template Bio manca, inseriscilo tu stesso o, in alternativa, metti l'avviso {{tmp\|Bio}} che ne segnala la mancanza. Se i dati riportati sono sbagliati, correggi direttamente la voce biografica; le modifiche saranno visibili in questa lista entro pochi giorni. Per chiarimenti vedi il progetto biografie. La lista contiene solo le 20 persone che sono citate nell'enciclopedia e per le quali è stato implementato correttamente il template Bio. Pagina aggiornata al 2 giu 2025. |

- 20 febbraio - Bartolomeo di Plancy, vescovo cattolico francese
- 4 marzo - Saladino, sovrano e condottiero curdo (n. 1138)
- 6 aprile - Guigo II, teologo e monaco cristiano francese (n. 1114)
- 21 luglio - Matteo da Salerno, funzionario e politico italiano
- 23 settembre - Robert de Sablé, militare francese
- 20 ottobre - Burgundio Pisano, giurista e traduttore italiano (n. 1110)
- 23 dicembre - Torlaco, vescovo cattolico e abate islandese (n. 1133)
- 24 dicembre - William d'Aubigny, II conte di Arundel, conte
- 24 dicembre - Ruggero III di Sicilia, nobile (n. 1175)
- 25 dicembre - Obizzo I d'Este, nobile italiano
- Baliano di Ibelin, cavaliere medievale e generale francese
- Teodoro Castamonite, funzionario e nobile bizantino
- Düsum Khyenpa, monaco buddhista tibetano (n. 1110)
- Azzo V d'Este, nobile italiano (n. 1125)
- Efrosin'ja Mstislavna, nobildonna (n. 1130)
- Rashid al-Din Sinan, personalità religiosa arabo
- Sultan Scià di Corasmia
- Salinguerra Torelli, nobile e politico italiano
- Bernardo IV d'Armagnac, nobile francese
- Manfredo del Vasto, nobile